# ライオネル・アースキン＝ヤング (第29代マー伯爵)
第29代マー伯爵ライオネル・ウォルター・アースキン＝ヤング（英語: Lionel Walter Erskine-Young, 29th Earl of Mar、1891年6月13日 – 1965年11月27日）は、スコットランド貴族。

## 生涯
チャールズ・ウォルター・ヤング（Charles Walter Young、1862年11月25日 – 1898年）とコンスタンス・バーンズ・ジョンソン（Constance Barnes Johnson、1936年6月28日没、ジョン・ラヴィック・ジョンソンの娘）の息子として、1891年6月13日に生まれた。
1920年代、ロイヤル・ステュアート協会の設立と初期の運営に貢献したという。
1932年9月29日に父方の祖母フランシス・ジェマイマ・グッドイヴ（Frances Jemima Goodeve、1831年 – 1887年）の弟ジョン・フランシス・アースキン・グッドイヴの息子にあたる第28代マー伯爵ジョン・グッドイヴ＝アースキンが死去すると、マー伯爵の爵位を継承した。
第二次世界大戦直前、ザ・リンクとライト・クラブといった親独組織に加入し、イギリスファシスト連合に財政支援を与えたという
1965年11月27日に死去、伯母アリス・ヤング（1858年 – 1951年）の息子チャールズ・マクドナルド・レーン（Charles Macdonald Lane、1882年 – 1956年）の息子ジェームズ・クリフトンが爵位を継承した。